# Bundesarbeitsgemeinschaft Kinder- und Jugendschutz
Die Bundesarbeitsgemeinschaft Kinder- und Jugendschutz (BAJ) ist ein eingetragener Verein mit Sitz in Berlin. 1951 wurde die BAJ als "Bundesarbeitsgemeinschaft Aktion Jugendschutz" gegründet.
Die BAJ ist ein Zusammenschluss von freien Trägern der Jugendhilfe, den Spitzenverbänden der Freien Wohlfahrtspflege, Fachorganisationen und Landesarbeitsgemeinschaften/Landesstellen für Kinder- und Jugendschutz sowie interessierten Einzelpersonen.
Die BAJ bietet den Fachkräften im Kinder- und Jugendschutz in Veröffentlichungen und auf Fachtagungen Informationen zu den Feldern des gesetzlichen und erzieherischen Kinder- und Jugendschutzes an. Die Themen des Kinder- und Jugendschutzes werden außerdem für Jugendliche, Eltern und Lehrkräfte aufbereitet und zugänglich gemacht. Gewerbetreibende werden regelmäßig auf die Vorschriften, die Kinder und Jugendliche schützen, aufmerksam gemacht.

## Geschichte
1951 schufen die Wohlfahrtsverbände eine Bundesarbeitsgemeinschaft Aktion Jugendschutz. Nach und nach fanden hier auch Gruppierungen wie der Volkswartbund, Abstinenzbewegungen und Sittlichkeitsverbände zusammen. Zwischen 1953 und 1956 entwickelten sich daraus in allen Bundesländern strukturierte Zusammenschlüsse der Aktion Jugendschutz. Ausgestattet mit staatlichen Zuschüssen bemühte sich die Aktion um die Hebung der Sittlichkeit der Jugendlichen. In wissenschaftlichen Spezialvorträgen wurden Erzieher, Politiker, Sozial- und Polizeibeamte in die Probleme des Jugendschutzes eingeführt. Ab 1956 erschien die Zeitschrift Jugendschutz. Zu den größten Gefahren für die Sittlichkeit zählte man Medien wie Filme und Comics, ab den 1960er Jahren dann immer stärker das Fernsehen, ferner moderne Musik und Tanzveranstaltungen. So wurden „Schundschriften“ öffentlich auf Scheiterhaufen verbrannt oder in „Schmökergräbern“ verscharrt. Mitte der 1960er Jahre geriet diese Art von Jugendschutz immer mehr in die Kritik. So widmete sich 1964 und 1965 das Politmagazin Panorama in einer Reihe von Beiträgen dem Thema.
Walter Becker, der Bundesvorsitzende der Aktion Jugendschutz, konnte lange Zeit eine interne Diskussion über die Ziele der Organisation vermeiden. Noch 1968/69 erklärte er in der Zeitschrift Jugendschutz die „Unruhe der Jugend“ damit, dass in der Vergangenheit der Jugendschutz nicht ernst genug genommen worden sei. Im Herbst 1971 trat er mit dem Modell des topischen Jugendschutzes an die Öffentlichkeit, das sich gegen jede Form der Utopie wandte. Doch 1972 überließ der 66-jährige Becker den Vorsitz dem 40-jährigen Psychologen Franz Fippinger. Nun setzte, von internen Konflikten begleitet, eine Phase der Pluralisierung und Pädagogisierung ein. Vor allem die kommunalen Jugendämter lehnten den Jugendschutz früherer Jahre ab. Leistungsdruck, Arbeitslosigkeit, mangelnde Aufrichtigkeit in der Erwachsenenwelt, Profitorientierung, Naturzerstörung und andere Probleme der Jugendlichen traten stärker in den Vordergrund.

## Landesstellen für Jugendschutz
Die Landesstellen für Jugendschutz in neun von 16 Bundesländern sind als Freie Träger der Jugendhilfe organisiert und decken mit ihren unterschiedlichen Schwerpunkten ein großes Themenspektrum im Kinder- und Jugendschutz ab. Darüber hinaus existieren in zwei Bundesländern kirchliche Arbeitsgemeinschaften zum Jugendschutz:
- Aktion Jugendschutz Landesarbeitsstelle Baden-Württemberg
- Aktion Jugendschutz Landesarbeitsstelle Bayern e.V.
- Aktion Kinder- und Jugendschutz Brandenburg e.V.
- Arbeitsgemeinschaft Kinder- und Jugendschutz Hamburg e.V.
- Landesstelle Jugendschutz Niedersachsen
- Arbeitsgemeinschaft Kinder- und Jugendschutz Landesstelle Nordrhein-Westfalen e. V.
- Evangelischer Arbeitskreis für Kinder- und Jugendschutz NRW
- Katholische Landesarbeitsgemeinschaft Kinder- und Jugendschutz NW
- Aktion Jugendschutz Sachsen e.V.
- Servicestelle Kinder- und Jugendschutz Sachsen-Anhalt von fjp>media
- Aktion Kinder- und Jugendschutz Landesarbeitsstelle Schleswig-Holstein e.V.
- Landesarbeitsgemeinschaft Kinder- und Jugendschutz Thüringen e.V.
- AGJ Landesfachverband für Prävention und Rehabilitation in der Erzdiözese Freiburg

## Publikationen/Onlinehilfen
Die BAJ gibt verschiedene Publikationen heraus, die sich aus den Perspektiven der Wissenschaft und der Praxis mit Fragen des Kinder- und Jugendschutzes befassen und bietet online Informationen und Nachschlagewerke für Fachkräfte und interessierte Personen, Erziehende, Eltern und Lehrende an. Die Fachzeitschrift Kinder- und Jugendschutz in Wissenschaft und Praxis (KJug) richtet sich an Fachkräfte der öffentlichen und freien Kinder- und Jugendhilfe sowie an Studierende und Lehrende an Hochschulen und politische Mandatsträgerinnen auf Landes und Bundesebene. In regelmäßig erscheinenden Dossiers werden kinder- und jugendschutzrelevante Themen mit aktuellen Zahlen und Statistiken sowie den jeweiligen rechtlichen Aspekten, pädagogischen Empfehlungen mit Hinweisen auf Studienliteratur und Ansprechpartner kurz aufbereitet. Mit MDA Modelle Dokumente Analysen gibt die BAJ eine Publikationsreihe zu Schwerpunktthemen des Kinder- und Jugendschutzes sowie Unterrichtsmaterialien zum Jugendschutz für einen breiten Interessentenkreis aus Fachkräften der Kinder- und Jugendhilfe, der Erziehungshilfe sowie Lehrende an Schulen und Hochschulen heraus.

## Gesetze und Behörden
- Jugendschutzgesetz (JuschG)
- Jugendmedienschutz-Staatsvertrag (JMStV)
- Bundesministerium für Familie, Senioren, Frauen und Jugend (BMFSFJ)